# Miturga australiensis
Miturga australiensis is een spinnensoort uit de familie van de spoorspinnen (Miturgidae).
De wetenschappelijke naam van de soort werd in 1867 als Liocranum australiense gepubliceerd door Ludwig Carl Christian Koch.